# Gerhard Bigalk
Gerhard Bigalk (ur. 26 listopada 1908, zm. 17 lipca 1942) – niemiecki marynarz, Korvettenkapitän, dowódca niemieckich okrętów podwodnych podczas II wojny światowej. 

## Życiorys
Dowodził kolejno U-14 (2 czerwca – sierpień 1940 roku) i U-751 (31 stycznia 1941 – 17 lipca 1942 roku). Awansowany do stopnia korvettenkapitäna 5 kwietnia 1945 roku, ze skutkiem wstecznym od 1 lipca 1942 roku. Zginął wraz z U-751 17 lipca 1942 roku na południowy zachód od Przylądka Ortegal. Odznaczony Krzyżem Rycerskim 25 grudnia 1941 roku, jako 93. w Kreigsmarine i 41. w U-Bootwaffe.